# Tayba Hassan Al-Sharif
Tayba Hassan al-Sharif (arabisch طيبة حسن الشريف‎; * 1963 in Omdurman) ist ein International Protection Officer des Hohen Kommissars für Flüchtlinge der Vereinten Nationen (UNHCHR) in Darfur, Sudan. Ihr Urgroßvater war der Imam al-Mahdi Muhammad Ahmad, der Führer des Mahdi-Aufstandes im Sudan am Ende des 19. Jahrhunderts.
Sie besitzt die sudanesische und US-amerikanische Staatsangehörigkeit. Sie ist einer der Fellows des Königlichen Aal al-Bayt Instituts für islamisches Denken (Royal Aal Al-Bayt Institute for Islamic Thought). Sie war einer der 138 Unterzeichner des offenen Briefes Ein gemeinsames Wort zwischen Uns und Euch (engl. A Common Word Between Us & You), den Persönlichkeiten des Islam an „Führer christlicher Kirchen überall“ (englisch: „Leaders of Christian Churches, everywhere …“) sandten (13. Oktober 2007).
Sie ist mit Suleiman Schleifer verheiratet. Sie leben in Ägypten und im Vereinigten Königreich.

## Werke (Auswahl)
- Resistance and remembrance. History-telling of the Iraqi Shiʻite Arab refugee women and their families in The Netherlands. [S.l. : s.n.], 2003.
- Sacred Narratives Linking Iraqi Shiite Women across Time and Space. In: Miriam Cooke und Bruce B. Lawrence (Hrsg.): Muslim Networks: From Hajj To Hip Hop. 2005 (Online-Auszug)